# Oxford Circus (métro de Londres)
Oxford Circus (prononciation [ˈɒksfə(r)d ˈsɜː(ɹ)kəs]) est une station des lignes : Bakerloo line, Central line et Victoria line du métro de Londres, en zone 1. Elle est située à Oxford Circus et au croisement de Regent Street et d'Oxford Street, dans la Cité de Westminster. Elle possède des accès aux quatre coins de l'intersection.
Les entrées de la station sont Grade II listed buildings, mais classées séparées.

## Histoire
La station d'Oxford Circus est en fait constituée de plusieurs bâtiments élevés de part et d'autre de la Argyll Street (côté sur de Oxford Street), à l'époque où le réseau métropolitain londonien n'était pas encore unifié. Ainsi, l'ouverture de la première station dont les plans étaient signés de l'architecte Harry Bell Measures (en), fut celle de la Central London Railway datant du 30 juillet 1900. Six ans plus tard, le 6 mars 1906, la Baker Street & Waterloo Railway ouvre également une ligne. Les plans de la station de cette compagnie étant de Leslie Green (en). Les deux bâtiments constituant, à l'heure actuelle, parmi les meilleurs exemples du talent de leurs concepteurs respectifs. Même si les constructions des deux édifices furent indépendantes l'une de l'autre, les deux opérateurs ne tardèrent pas à engager des pourparlers, afin de rationaliser leurs services. Ainsi, les travaux de reconstruction débutèrent en 1912.
En 1969, la reine Élisabeth II prend les commandes d'une rame de métro de Green Park jusqu'au métro de la place Oxford Cirus pour inaugurer l'ouverture de la Victoria line, ce qui en fait historiquement le seul monarque britannique ayant publiquement voyagé dans les trains souterrains de la ville.
En 1984, à la suite d'un incendie difficile à maîtriser dans la station Oxford Circus, l'interdiction de fumer est appliquée dans tous les espaces souterrains de la ville.

## Services aux voyageurs

### Desserte

Installations
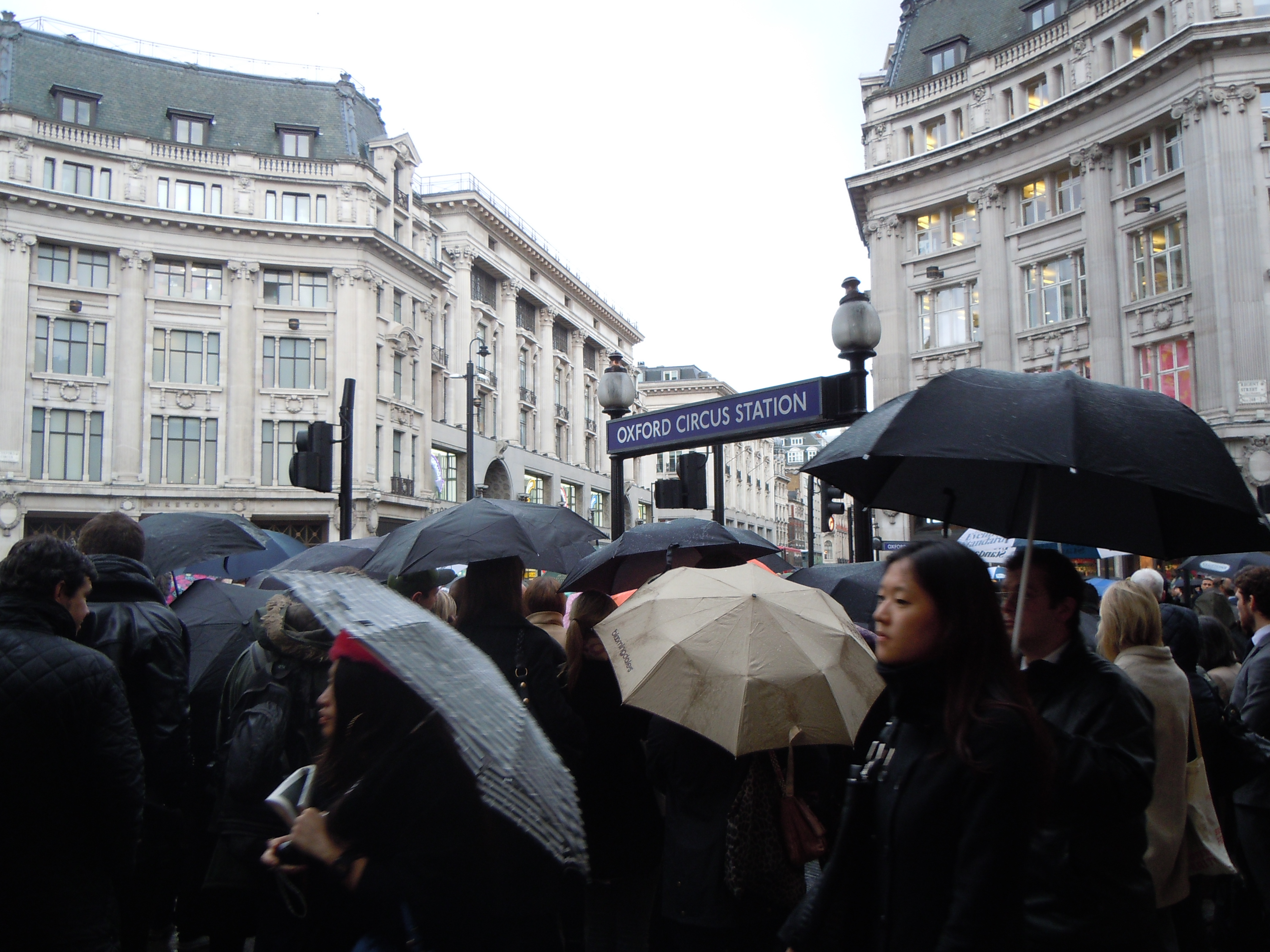
Entrée.
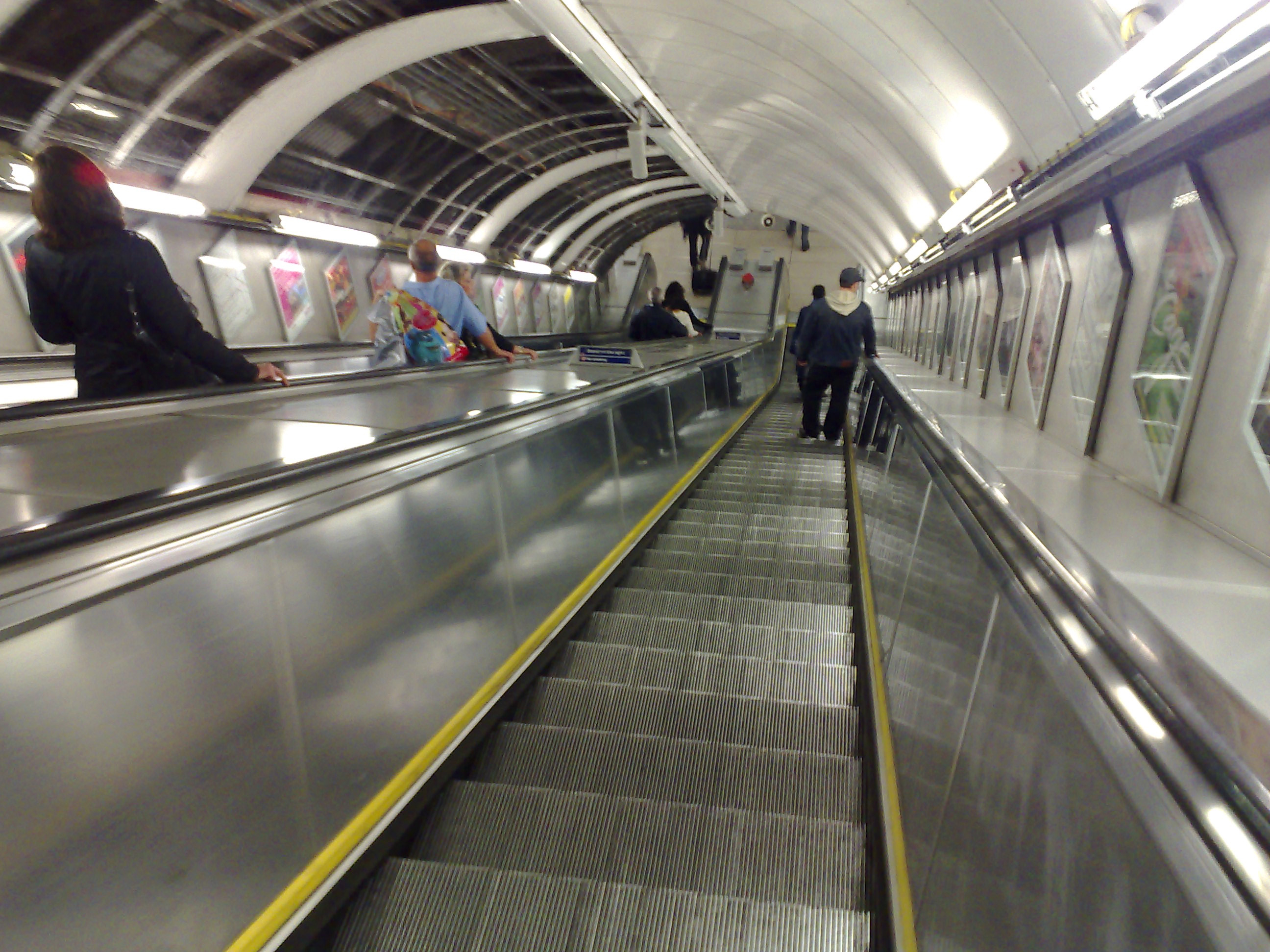
Escaliers roulants.
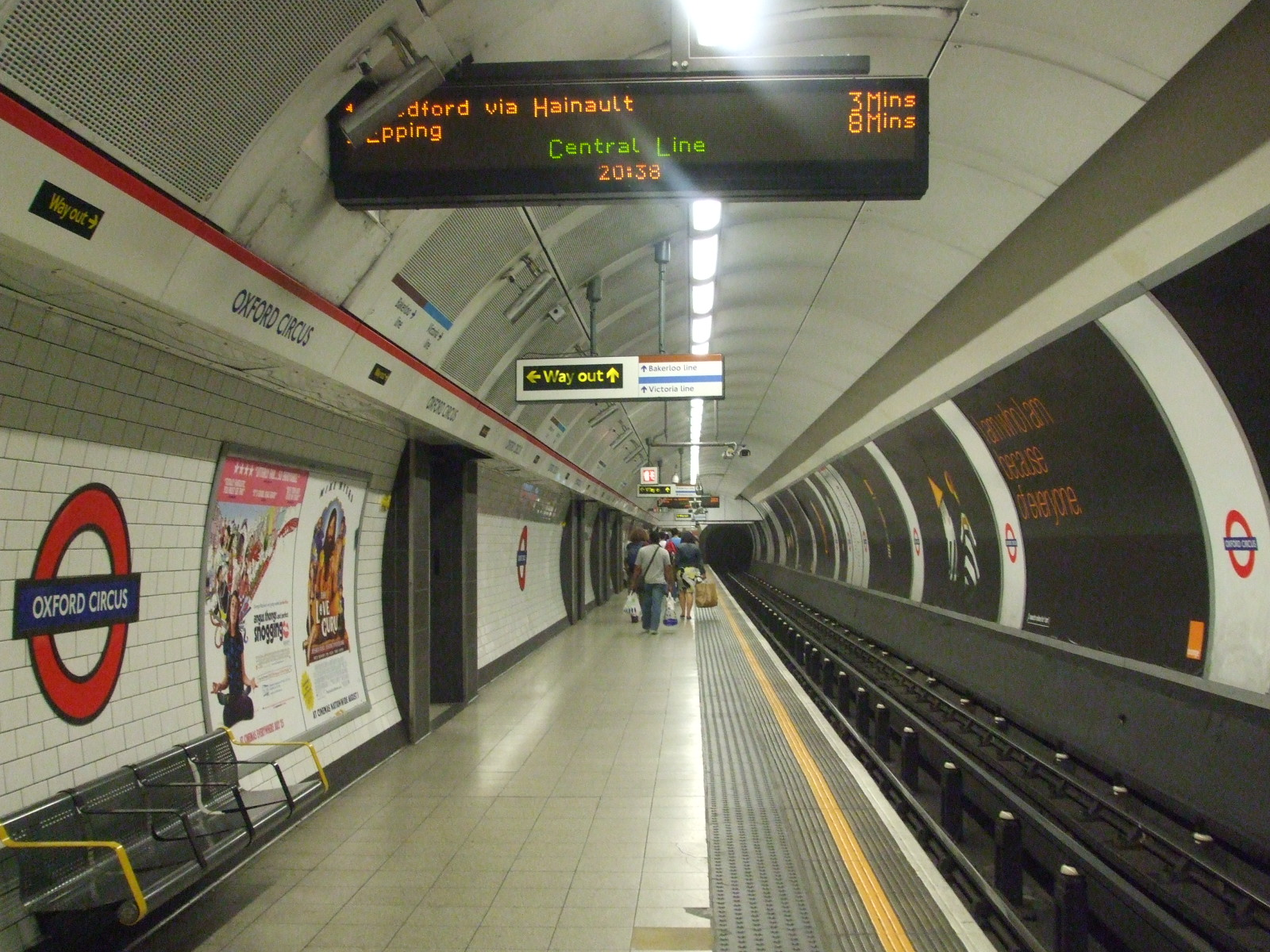
Quai de l'Eastbound Platform.

## À proximité
- Oxford Circus
- Croisement Regent Street et Oxford Street